# Ponte rotto sul fiume Yalu
Il Ponte rotto sul fiume Yalu (in cinese:鸭绿江断桥) è un ponte pedonale sul fiume Yalu/Amnok, lungo il confine tra Cina e Corea del Nord. Caratteristica del ponte sta nel pesante bombardamento che ha subito nel 1950 durante la guerra di Corea dall'aviazione statunitense. Una volta terminato il conflitto, la Cina ricostruì il suo tratto di ponte; non altrettanto fece la Corea del Nord, che preferì non ricostruire la sua porzione di opera. 
L'infrastruttura, terminata nel 1911, in origine collegava la città nordcoreana di Sinuiju a quella cinese di Dandong, di cui oggi costituisce una delle principali attrazioni turistiche.

## Descrizione
Si tratta di un ponte a traliccio adibito in origine al traffico ferroviario, lungo 944 metri e largo 11 m tra la città cinese di Dandong e quella nordcoreana di Sinŭiju. Il ponte era inizialmente suddiviso in 12 campate, una delle quali (la quarta) funzionava come ponte girevole, permettendo il passaggio delle navi sul fiume Yalu. A seguito del suo bombardamento, avvenuto nel 1950 durante la Guerra di Corea, la sponda nordcoreana del ponte non è più stata ricostruita. Il ponte ricostruito sul lato cinese è quindi divenuto una ponte pedonale, alla cui estremità sono posti dei binocoli panoramici puntati sulla città di Sinŭiju. Lo scarso traffico stradale e ferroviario tra i due Stati è stato deviato sul vicino Ponte dell'Amicizia sino-coreana.

## Storia
Il ponte è stato costruito a cavallo tra il 1909 e il 1911 dall'esercito imperiale giapponese; la creazione del ponte avrebbe infatti permesso un lunghissimo itinerario ferroviario tra il porto coreano di Pusan e quello francese di Calais. Il ponte era situato sul confine tra la Corea, all'epoca colonia giapponese, e il debole Impero cinese della dinastia Qing. I giapponesi iniziarono la costruzione del ponte senza aver ricevuto l'approvazione da parte cinese. In seguito fecero pressioni alla Cina affinché terminasse i lavori di costruzione del ponte. Al termine dei lavori, nell'ottobre del 1911, era il primo ed unico ponte ad attraversare il fiume Yalu.
Nel 1937, a seguito della conquista giapponese della Manciuria e della creazione dello stato fantoccio del Manciukuò, l'esercito nipponico costruì un secondo ponte nelle vicinanze: l'attuale Ponte dell'Amicizia sino-coreana.
Tra il novembre 1950 e il febbraio 1951, durante la guerra di Corea, l'aviazione americana bombardò pesantemente i due ponti in quanto snodi strategici per il passaggio di rifornimenti tra Cina e Corea. Mentre il vicino ponte dell'amicizia venne in seguito ricostruito, stessa sorte non ebbe questo ponte: solamente le quattro campate del lato cinese vennero ripristinate mentre le otto del lato coreano sono rimaste danneggiate come "prova" affinché gli Stati Uniti non possano negare di averlo distrutto.
Nel 1993 il ponte è stato restaurato e aperto come attrazione turistica di Dandong, sul lato cinese. Dal 2006 è riconosciuto come sito di interesse culturale cinese. Il ponte oggi è di fatto una lunga passerella pedonale la cui estremità è un ottimo punto di osservazione della città di Sinŭiju e della Corea del Nord.

## Galleria d'immagini

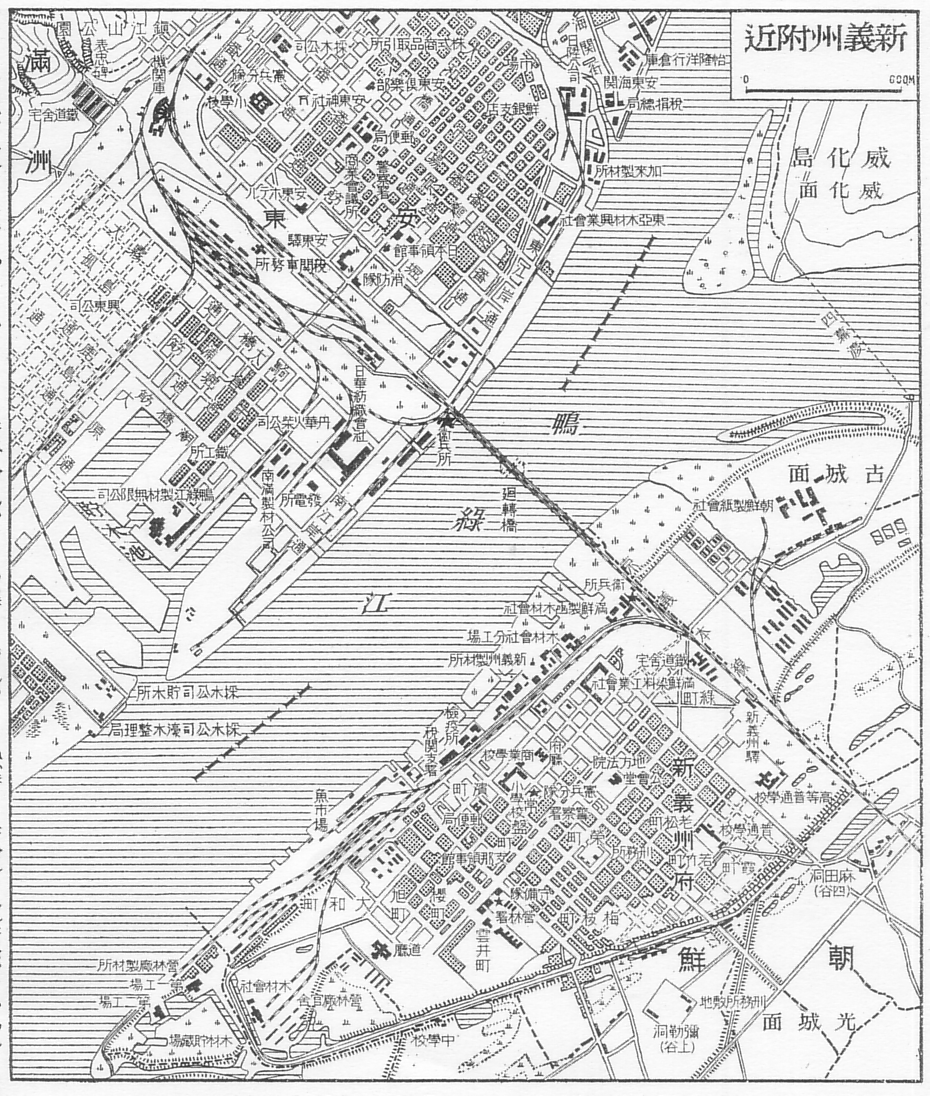
Mappa delle città di Dandong e Sinuiju nel 1930, durante l'occupazione giapponese.
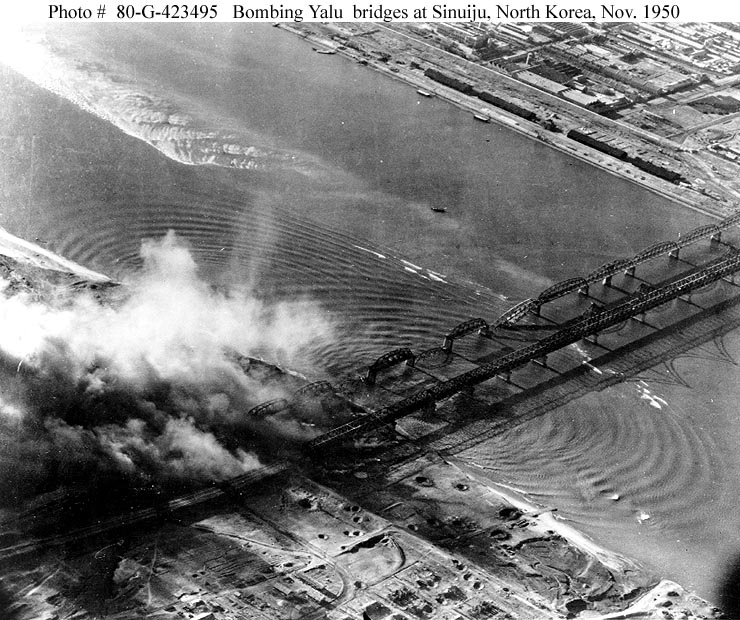
Effetti dei bombardamenti aerei americani sul ponte rotto e sul ponte dell'amicizia. Foto del18 novembre 1950
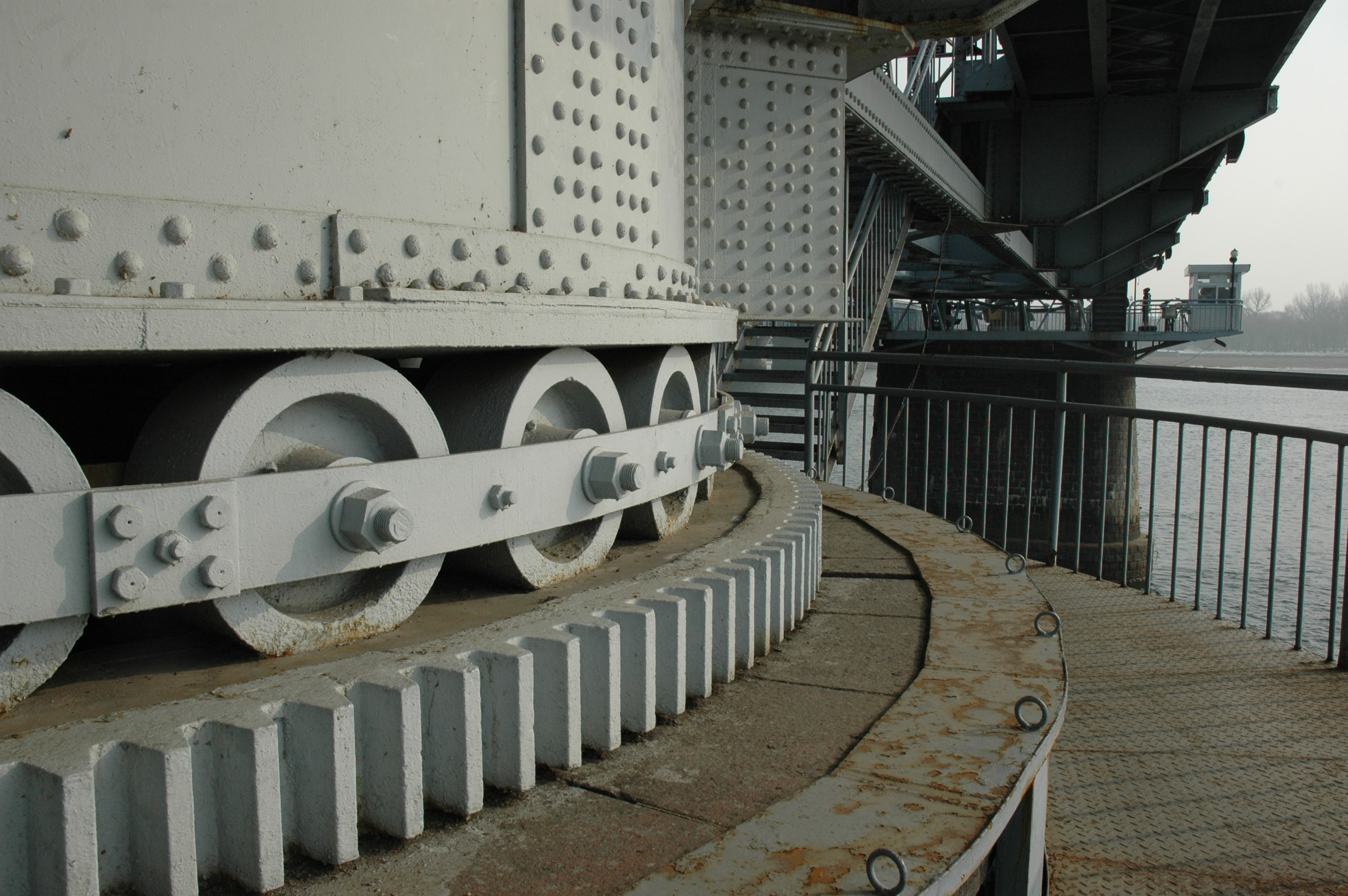
Gli ingranaggi della sezione girevole del ponte. A seguito del restauro, questa porzione è accessibile ai visitatori
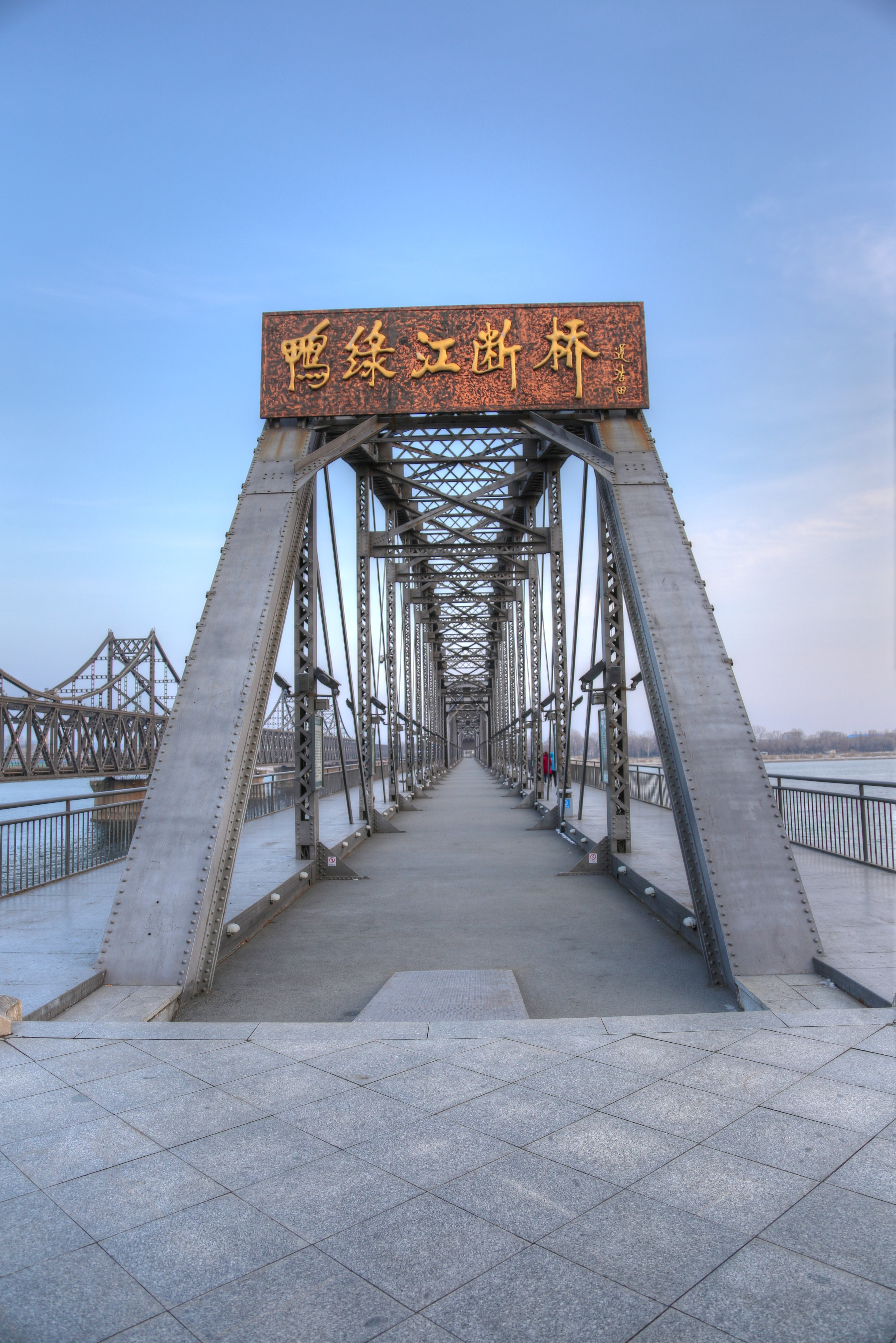
L'accesso del ponte
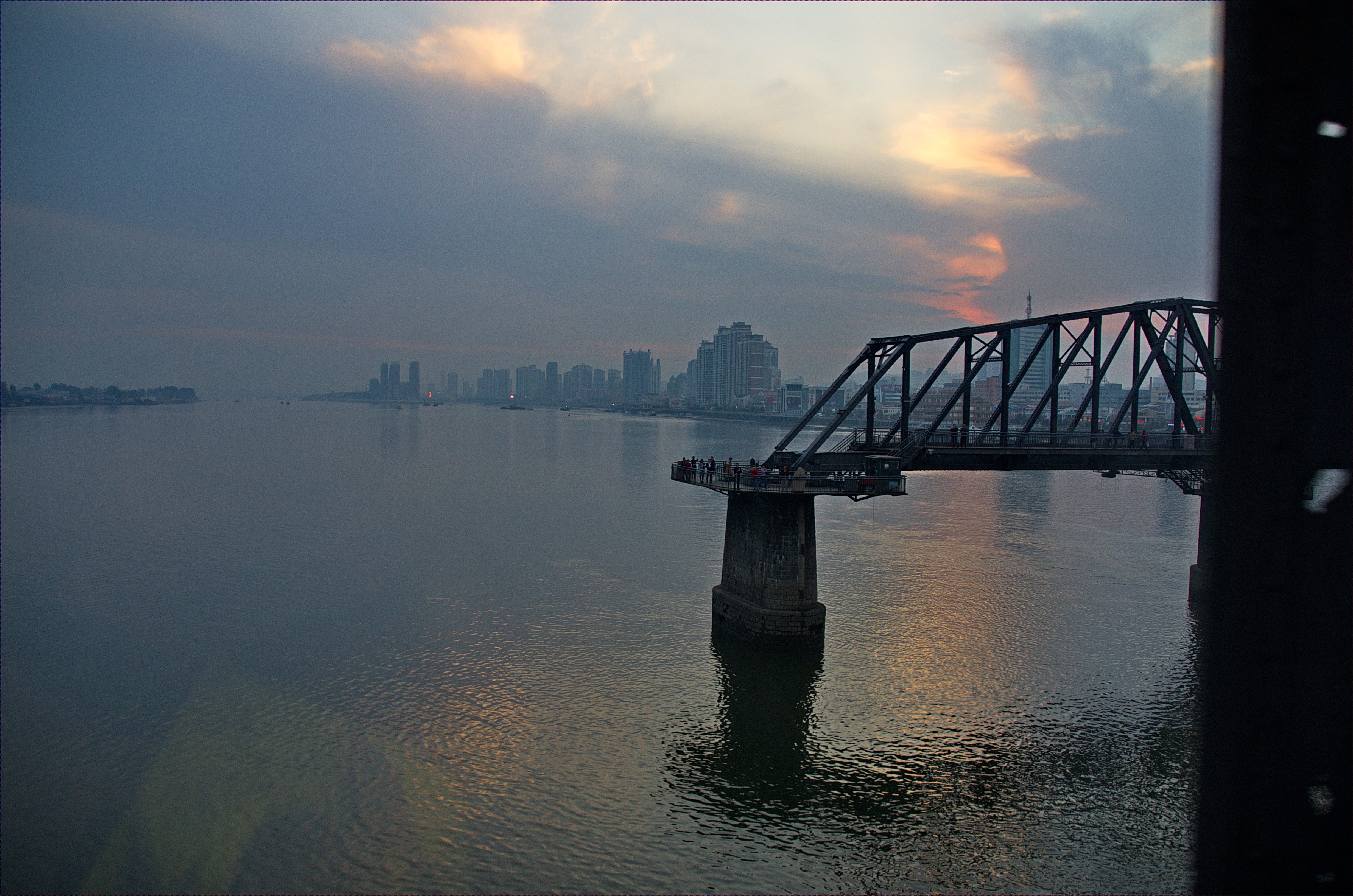
Il punto di osservazione all'estremità del ponte